# The Kitchen (1961)
The Kitchen is een Britse dramafilm uit 1961 onder regie van James Hill, met in de hoofdrollen Carl Möhner, Mary Yeomans, Brian Phelan, Tom Bell en Eric Pohlmann. De film is gebaseerd op het gelijknamig toneelstuk van Arnold Wesker uit 1957.

## Verhaal
In de keuken van een groot Londens restaurant zijn een paar dozijn werknemers druk bezig met de voorbereidingen van de lunch. Velen van hen zijn inwijkelingen van het Europese vasteland. Het keukenpersoneel is bijna uitsluitend mannelijk, terwijl de bediening volledig uit vrouwelijk personeel bestaat. De eigenaar van het restaurant, Mr. Marango, houdt alles nauwlettend in het oog. De film belicht aspecten zoals stress op de werkplek, een ongezonde werkomgeving, ruzies en pesterijen tussen personeelsleden en overmatig alcoholgebruik door meer dan één personeelslid.

## Rolverdeling
| Acteur          | Personage               |
| --------------- | ----------------------- |
| Carl Möhner     | Peter                   |
| Mary Yeomans    | Monica                  |
| Brian Phelan    | Kevin                   |
| Tom Bell        | Paul                    |
| Howard Greene   | Raymond                 |
| Eric Pohlmann   | Mr Marango, de eigenaar |
| James Bolam     | Michael                 |
| Scott Finch     | Hans                    |
| Gertan Klauber  | Gaston                  |
| Martin Boddey   | Max                     |
| Sean Lynch      | Dimitri                 |
| Josef Behrmann  | Magi                    |
| George Eugeniou | Nick                    |
| Frank Pettitt   | Frank                   |
| Frank Atkinson  | Alfred                  |

## Trivia
- Een deel van de cast van de Londense theaterproductie hernam zijn rol voor deze film.[2]